# 長田昭義
長田 昭義（ながた あきよし、1952年1月19日 - ）は、日本の環境エネルギー工学・電気工学者。大阪工業大学名誉教授。理学博士（名古屋大学）。元プラズマ・核融合学会代議員。
専門は、環境エネルギー工学・電気エネルギー（プラズマ/熱核融合・パルスパワー・燃料電池など）、新エネルギー技術（水素エネルギー・バイオエネルギーなど）。

## 経歴
1980年名古屋大学大学院理学研究科物理学(第二類)専攻博士課程単位取得満期退学、のちに理学博士（名古屋大学）。名古屋大学プラズマ研究所助手、1983年広島大学工学部助手を経て、1991年大阪工業大学工学部電気工学科に着任。2002年同学部電気電子システム工学科教授を経て、2017年同学部環境工学科教授。2022年同大学名誉教授。
大阪工業大学工学部（電気工学科・環境工学科）で30年以上の長きに渡り教鞭を執り、特に電気エネルギー工学（プラズマ工学/熱核融合・パルスパワー）の研究育成および、電気工学と環境工学の融合教育に貢献した。
主な所属学会は、電気学会、プラズマ・核融合学会、日本真空学会、日本物理学会など。
主な受賞は、電気学会優秀論文発表賞、応用物理学会関西支部優秀賞など。
主な著書は、基礎電磁気学（共著 、コロナ社 1996、学術書）、パルスパワー工学の基礎と応用（共著、近代科学社1992、学術書）など。

## 主な研究
- 大気圧（DBD)プラズマを利用した水素エネルギー製造と地球環境への応用
- プラズマ改質を用いたメタンガスから燃料電池用水素の製造
- パルス形成回路のサグについて：プラズマおよび制御熱核融合に関する技術研究 - 電子技術総合研究所（現：産業技術総合研究所AIST)との共同研究（プラズマ・核融合学会誌1975-08）[5]
- 電磁界に起因したダイナミクス応用に関するポータブルな環境エネルギーの創成 〜 電磁界照射培養技術[6]
- ゾルゲル法を用いたフレキシブル単室型燃料電池の環境エネルギーに関する研究
- オイル産生緑藻類のストレス応答に着目した新しい電磁界利用新エネルギー技術の開発

環境エネルギー工学の対外啓蒙活動として、高校生向けに常翔学園高大連携プログラム（ガリレオプラン探究Ⅱ2019）への参加 ・指導や、小中学生向けには、大阪府教育委員会後援大阪科学技術館特別イベント「なにがスゴイの！？水素のヒミツ」2014において、燃料電池発電およびメタンガスからプラズマ改質器を用いた水素エネルギー製造実験（テーマ：明日のエネルギーを創る）の講師などを務めている。 
また、大阪工業大学のSGDs活動の一環である「OITキャンパスエコプロジェクト」のメンバーとして、SGDsグローバル指標に密接に関わるカーボンニュートラルの実現に向けて、プラズマ・燃料電池分野でサポートしている。